# Thecla electryon
Thecla electryon är en fjärilsart som beskrevs av Goodson 1945. Thecla electryon ingår i släktet Thecla och familjen juvelvingar. Inga underarter finns listade i Catalogue of Life.